# Chennium bituberculatum
Chennium bituberculatum är en skalbaggsart som beskrevs av Pierre André Latreille 1807. Chennium bituberculatum ingår i släktet Chennium, och familjen kortvingar. Enligt den svenska rödlistan är arten sårbar i Sverige. Arten förekommer på Öland. Artens livsmiljö är jordbrukslandskap.